# ماهیچه رکابی
ماهیچه رکابی (انگلیسی: Stapedius muscle) کوچکترین ماهیچه اسکلتی در بدن انسان است. درازای آن کمی بیش از یک میلی‌متر و کار آن متوازن کردن حرکت کوچکترین استخوان بدن یعنی استخوانچه رکابی است.
خاستگاه ماهیچه رکابی، درون برآمدگی هرمی حفره صماخی، پیوندگاه آن گردن استخوانچه رکابی و عصب‌گیری‌اش از عصب چهره‌ای است.
این عضله درون برآمدگی هرمی دیواره خلفی حفره تیمپانیک احاطه شده‌است و به وسیله عصب صورتی (عصب هفتم مغزی) عصب دهی می‌شود. تاندون stapedius از راس برآمدگی هرمی خارج شده در جهت جلو حرکت می‌کند تا به قسمت خلفی گردن استخوان stapes می‌رسد. انقباض آن سبب می‌شود استخوان stapes به سمت عقب حرکت کند. با این که عضلات گوش میانی در جهت‌های مخالف کشیده می‌شوند اما هر دو نیروهایی عمود بر جهت حرکت نرمال ossicular chian اعمال می‌کنند و هم چنین انقباض آن‌ها تأثیراتی روی استحکام ossicular chian دارد؛ بنابراین میزان انرژی را که به گوش داخلی می‌فرستند کاهش می‌دهند.